# 納季亞爾涅 (薩拉塔區)
46°12′57″N 29°53′19″E / 46.21583°N 29.88861°E
納德亞爾內（烏克蘭語：Над'ярне）是位於烏克蘭西南部的村莊，由敖德萨州裡比爾霍羅德-德涅斯特羅夫斯基區的烏斯佩尼夫卡市鎮負責管轄。該村始建於1947年，面積0.7平方公里，海拔高度30米，2001年人口428，人口密度每平方公里611.43人。